# Pecados y Milagros World Tour
Pecados y Milagros World Tour fue una gira de conciertos de la cantante y compositora mexicana Lila Downs la cual dio inicio oficialmente en el Auditorio Guelaguetza de Oaxaca de Juárez, México. Este Tour fue en apoyo a su séptimo álbum de estudio, "Pecados y milagros". Las fechas fueron anunciadas el 3 de octubre de 2011 a través de la página web oficial de la cantante.
Lila Downs anunció que esta gira daría inicio dentro de la ceremonia de inauguración de los Juegos Panamericanos de 2011 en Guadalajara, Jalisco, pero días después dio a conocer que este tour iniciaría oficialmente el 5 de noviembre en Oaxaca, en este evento invitó a artistas de la talla de Totó la Momposina, Celso Piña y La Banda Tierra Mojada. Es así como en la gira de la mexicana se destacó su simpatía con el público, saliendo a escena entre sus fanes con un contacto más cercano, los llenos totales en sus presentaciones, ovacionada y querida por muchos de sus fieles fanes y nuevos seguidores. La gira continuó por México en noviembre y en Estados Unidos en diciembre del 2011, y tuvo como patrocinador a la marca de cerveza Corona Extra.
En diciembre de 2011 comenzó su gira en Latinoamérica, en ese mismo mes se anunciaron fechas en Europa. A lo largo del tour hubo cambios en el vestuario, especialmente a partir del concierto en Nueva York.
Pecados y Milagros tuvo su segunda fecha en el Auditorio Nacional en México DF el 29 de septiembre de 2013 contando esta vez con la participación especial de La Sonora Santanera , 3BallMTY , el Trio Los Panchos y 150 bailarines Oaxaqueños que le dieron un toque especial a cada melodía de la cantante
En el 2014 continuó su gira por Latinoamérica de los cuales destacó su presentación en el Auditorio Guelaguetza en Oaxaca cusando un lleno total de más de 13,000 espectadores, para ese entonces se venían incluyendo nuevas canciones de su próximo material discográfico " Balas y Chocolate " Por sus destacados conciertos a lo largo de México le fue otorgada su quinto premio " Lunas del Auditorio" en la categoría de " Espectáculo Alternativo "
La Gira Pecados y Milagros dio fin en marzo de 2015 en México dando seguimiento a la promoción de su álbum " Balas y Chocolate " 

## Repertorio
El setlist fue tomado después de la primera presentación en Oaxaca de Juárez el 5 de noviembre de 2011, el repertorio en general incluyó viejos y nuevos éxitos, incluyendo temas en especial de sus últimos tres álbumes: La Cantina, Ojo de Culebra y Pecados y Milagros.
Aunque haya dejado fuera canciones de sus últimos trabajos discográficos como: "Ojo de culebra", "Perro negro", y "Black magic woman"; muy solicitadas, la gira tuvo gran aceptación por parte de sus fanáticos. Los primeros cambios se hicieron notar durante la primera etapa latinoamericana, en la que "Solamente un día" y "Misa oaxaqueña" no fueron interpretadas en algunos conciertos.
A Finales de la Gira, a principios del 2014 se fueron incluyendo nuevos temas de los que destacaron "La Patria Madrina, Mano Negra, Son de los Difuntos, Balas y Chocolate y Humito de Copal" del álbum "Balas y Chocolate" que en ese entonces se desconocía el nombre del álbum que poco a poco se fue dando a conocer en las redes sociales.
| Lista de canciones |
| --- |
| 1. "Mezcalito" 2. "Tu cárcel" 3. "Zapata se queda" 4. "Cucurrucucú paloma" 5. "Fallaste corazón" 6. "La reina del inframundo" 7. "La iguana" 8. "Vámonos" 9. "La llorona" 10. "Xochipitzahua" 11. "Palomo del comalito/La molienda" 12. "Dios nunca muere" 13. "La martiniana" 14. "Pecadora" Encore 1. "La cumbia del mole" 2. "Paloma negra" 3. "Naila" 4. "Pinotepa" |

## Fechas
| Latinoamérica           |                    |                |                                       |
| 5 de noviembre de 2011  | Oaxaca de Juárez   | México         | Auditorio Guelaguetza                 |
| 17 de noviembre de 2011 | Zapopan            | México         | Auditorio Telmex                      |
| 18 de noviembre de 2011 | Salamanca          | México         | Centro de Artes de Guanajuato         |
| 25 de noviembre de 2011 | Ciudad de México   | México         | Auditorio Nacional                    |
| 3 de diciembre de 2011  | Monterrey          | México         | Auditorio San Pedro                   |
| 4 de diciembre de 2011  | Monterrey          | México         | Auditorio San Pedro                   |
| 10 de diciembre de 2011 | Taxco de Alarcón   | México         | Feria de la Plata                     |
| 17 de diciembre de 2011 | Tijuana            | México         | El Foro                               |
| 21 de abril de 2012     | Puebla de Zaragoza | México         | Centro Expositor de Puebla            |
| 27 de abril de 2012     | Ciudad de México   | México         | CU                                    |
| 27 de abril de 2012     | Aguascalientes     | México         | Teatro del Pueblo                     |
| 10 de mayo de 2012      | Oaxaca de Juárez   | México         | Jardín Etnobotánico                   |
| 9 de noviembre de 2011  | San José           | Costa Rica     | Teatro Nacional                       |
| 10 de noviembre de 2011 | San José           | Costa Rica     | Teatro Nacional                       |
| Norte América           |                    |                |                                       |
| 15 de noviembre de 2011 | Nueva York         | Estados Unidos | Carnegie Hall                         |
| 17 de febrero de 2012   | Blue Bell          | Estados Unidos | Science Center Theatre - Mccc         |
| 18 de febrero de 2012   | Nueva York         | Estados Unidos | El Museo del Barrio                   |
| 22 de febrero de 2012   | Watsonville        | Estados Unidos | Mello Center                          |
| 23 de febrero de 2012   | San Francisco      | Estados Unidos | Herbst Theatre                        |
| 25 de febrero de 2012   | Los Ángeles        | Estados Unidos | The Wiltern                           |
| 26 de febrero de 2012   | San Diego          | Estados Unidos | The Balboa Theatre                    |
| 2 de marzo de 2012      | Chicago            | Estados Unidos | Congress Theater                      |
| 9 de marzo de 2012      | Boston             | Estados Unidos | Berklee Performance Center            |
| 11 de marzo de 2012     | San Antonio        | Estados Unidos | Laurie Auditorium                     |
| 13 de marzo de 2012     | Austin             | Estados Unidos | Austin Convention Center              |
| 14 de marzo de 2012     | Austin             | Estados Unidos | Seakeasy                              |
| 7 de marzo de 2012      | Toronto            | Canadá         | Royal Conservatory of Music           |
| Europa                  |                    |                |                                       |
| 23 de marzo de 2012     | Barcelona          | España         | Palacio de la Música Catalana         |
| 24 de marzo de 2012     | Madrid             | España         | Teatro auditorio ciudad de Alcobendas |
| 27 de marzo de 2012     | Zaragoza           | España         | Sala Multiusos (Auditorio)            |
| 29 de marzo de 2012     | Burgos             | España         | Centro Cultural Caja de Burgos        |
| 31 de marzo de 2012     | Cádiz              | España         | Gran Teatro Falla                     |
| Latinoamérica           |                    |                |                                       |
| 5 de junio de 2012      | Medellín           | Colombia       | Teatro Metropolitano                  |
| 7 de junio de 2012      | Bogotá             | Colombia       | Teatro Jorge Eliécer Gaitán           |
| 9 de junio de 2012      | Cipolleti          | Argentina      | Meet Teatro                           |
| 12 de junio de 2012     | Santiago           | Chile          | Teatro Oriente                        |
| 14 de junio de 2012     | Rosario            | Argentina      | Teatro El Círculo                     |
| 16 de junio de 2012     | Córdoba            | Argentina      | Quality Espacio                       |
| 20 de junio de 2012     | Buenos Aires       | Argentina      | Teatro Gran Rex                       |
| 21 de junio de 2012     | Buenos Aires       | Argentina      | Teatro Gran Rex                       |
| 23 de junio de 2012     | Montevideo         | Uruguay        | Cine Teatro Plaza                     |
| Norte América           |                    |                |                                       |
| 28 de junio de 2012     | Quebec             | Canadá         | Palais Montcalm                       |
| 30 de junio de 2012     | Montreal           | Canadá         | Montreal Jazz Festival                |